# Brighamia insignis
Brighamia insignis är en klockväxtart som beskrevs av Asa Gray. Brighamia insignis ingår i släktet Brighamia och familjen klockväxter. IUCN kategoriserar arten globalt som akut hotad. Inga underarter finns listade i Catalogue of Life.

## Bildgalleri

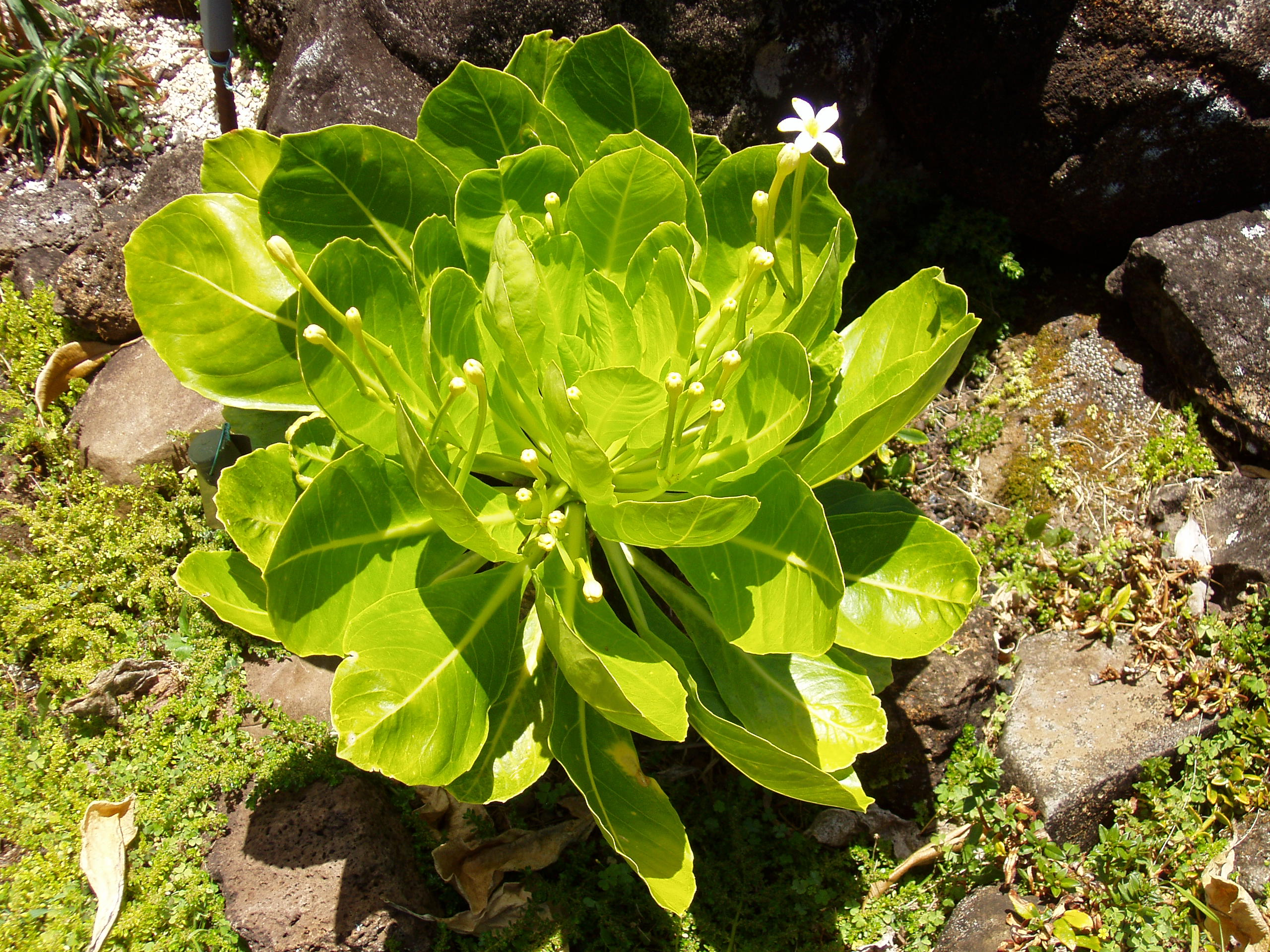
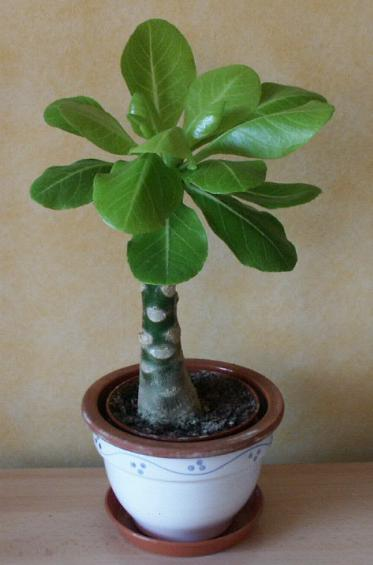
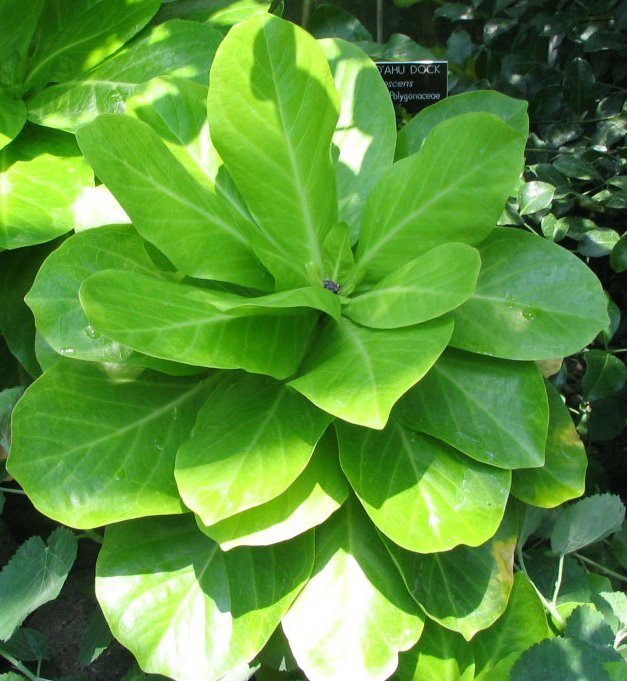
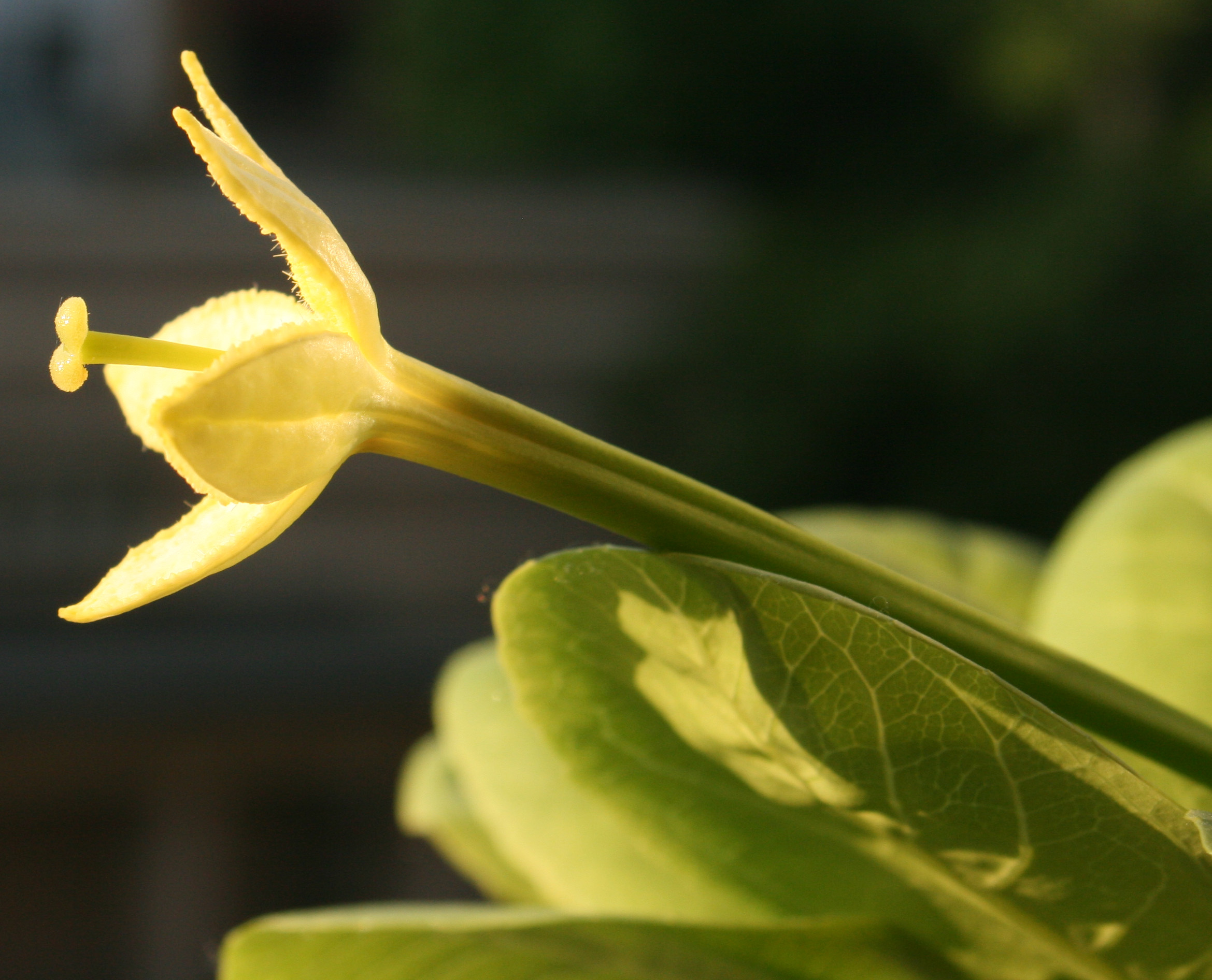
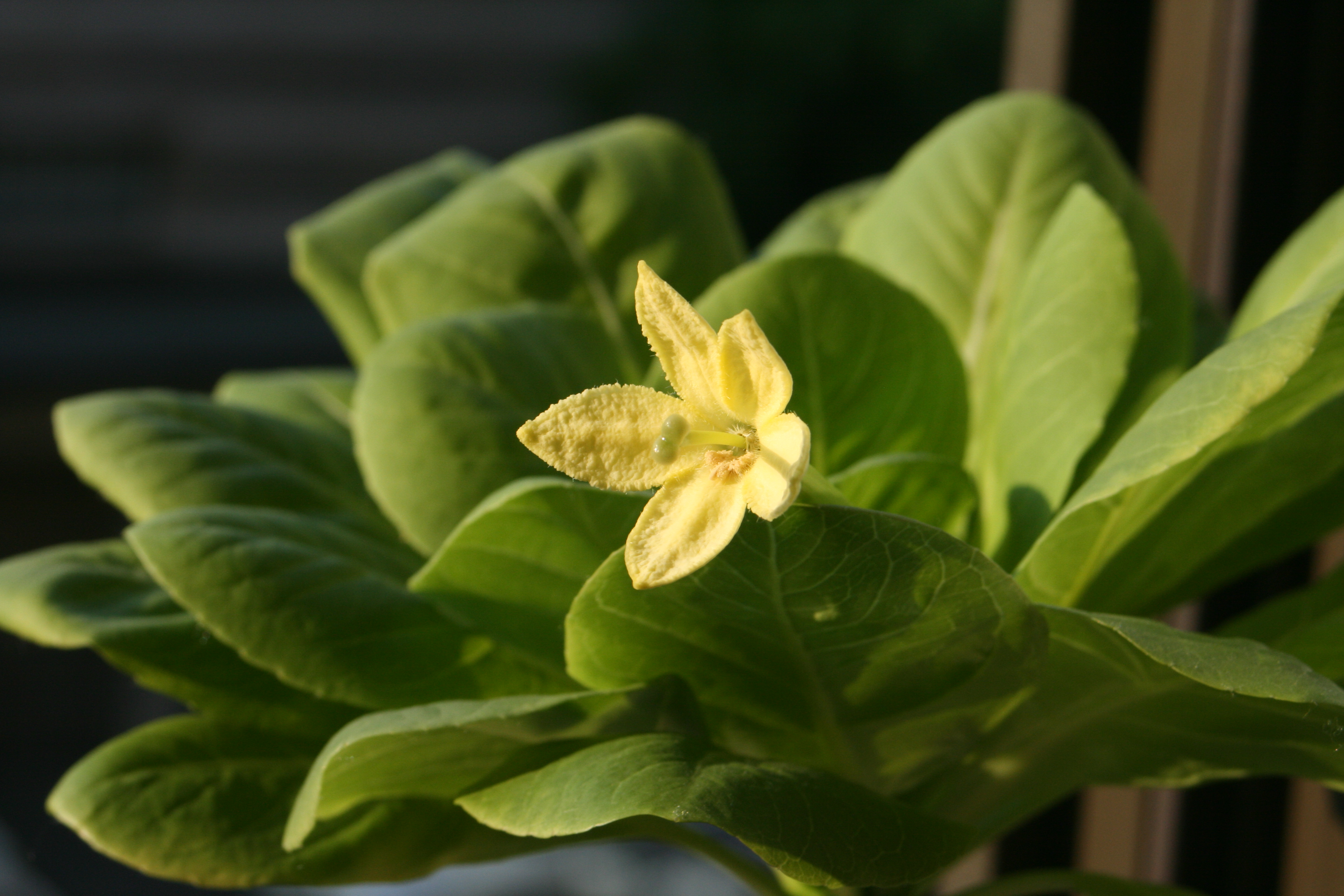
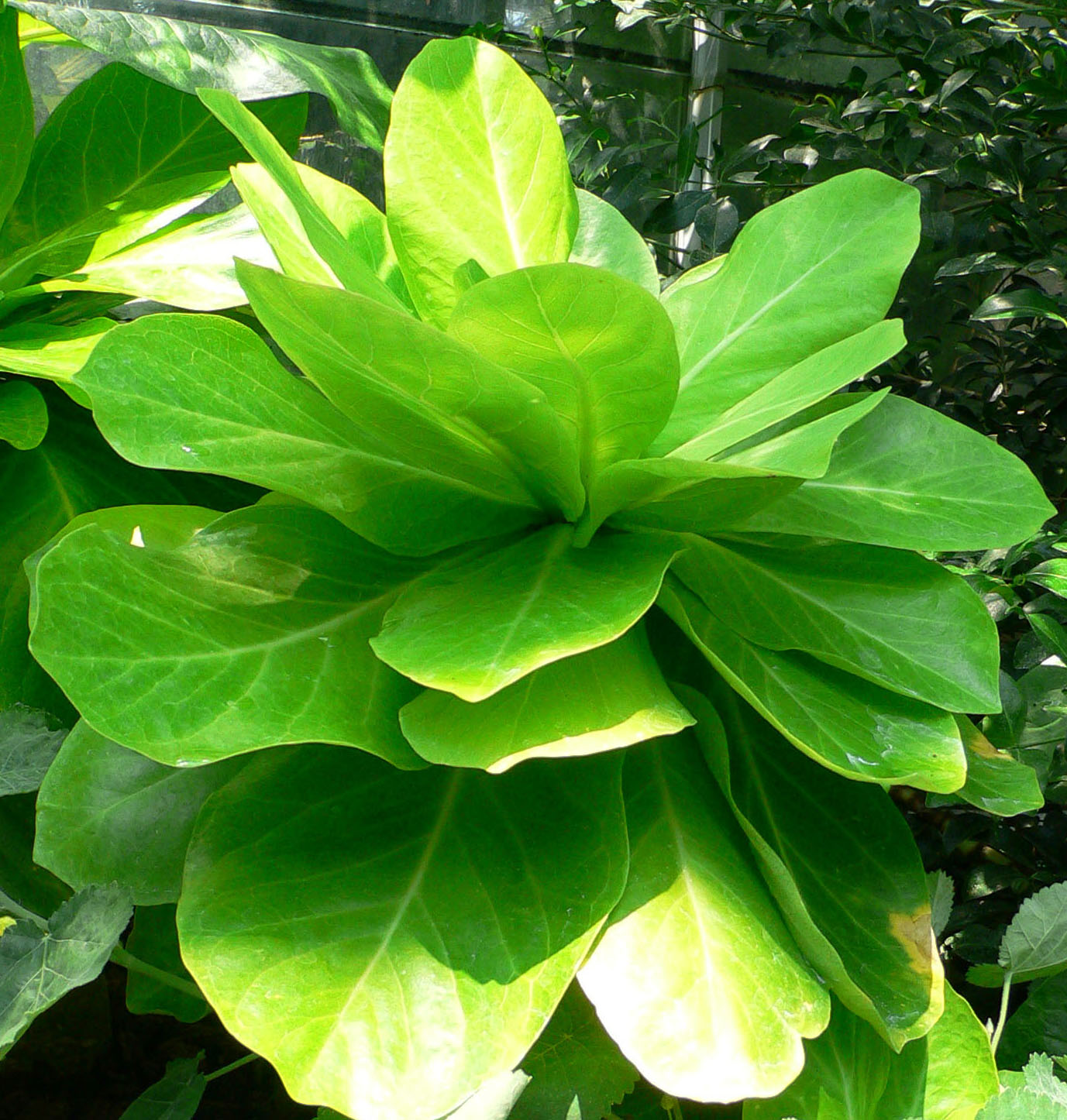